# Martinique-i fapók
Az Caribena versicolor egy közép-amerikai madárpók tudományos neve. Az állatkereskedelemben Martinique-i madárpók vagy Martinique-i fapók neveket használják. A faj neve 2017-ig Avicularia versicolor volt, mely név a hobbiban várhatón csak lassan kopik majd ki a köztudatból, így feltehetőleg még sokáig használatos marad.
Külseje és viszonylag békés természete miatt népszerű terráriumi állat.

## Előfordulása
Martinique, Guadeloupe és valószínűleg a Karib-tenger környező szigeteinek trópusi részein él.

## Életmódja
14–17 cm méretű, fán élő pók. Lakóhálóban él, amelyet gondosan tisztán tart. Az újszülöttek színe szürkéskék. A növendék pókok színe élőhelytől függően változik.

## Tartása
29-31 C° hőmérsékletet igényel, 65-70% páratartalom mellett. Terráriumában nincs szükség vastag talajrétegre. Fán lakó életmódja miatt torony alakú férőhelyet igényel.

## Források

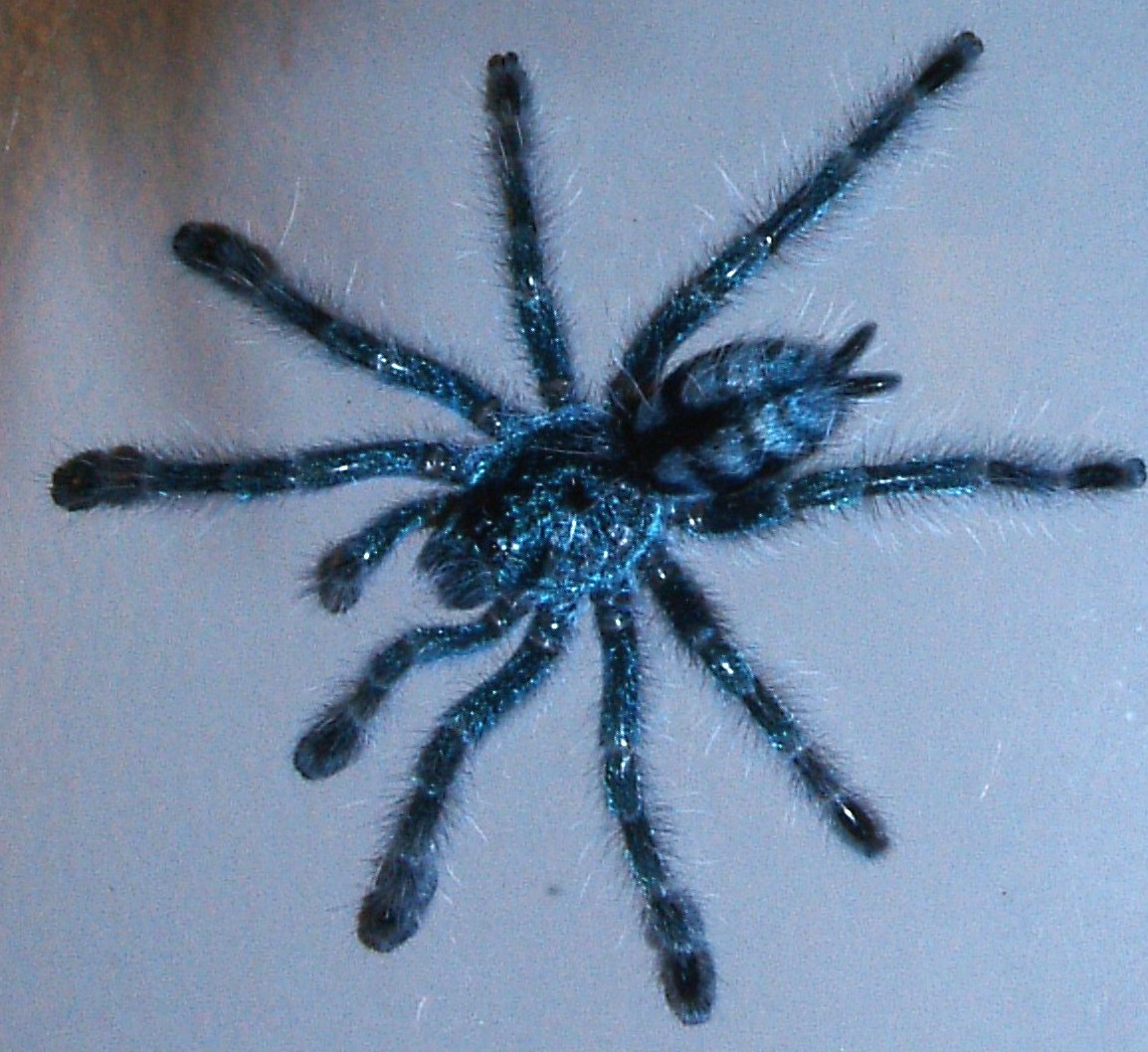
4 hónapos példány